# Annie Feray Mutrie
Annie Feray Mutrie (6 mars 1826 - 28 septembre 1893) est une peintre britannique de natures mortes. Elle expose régulièrement et elle et sa sœur Martha Darley Mutrie sont considérées comme les meilleurs peintres de fleurs à l'huile de leur époque.

## Biographie

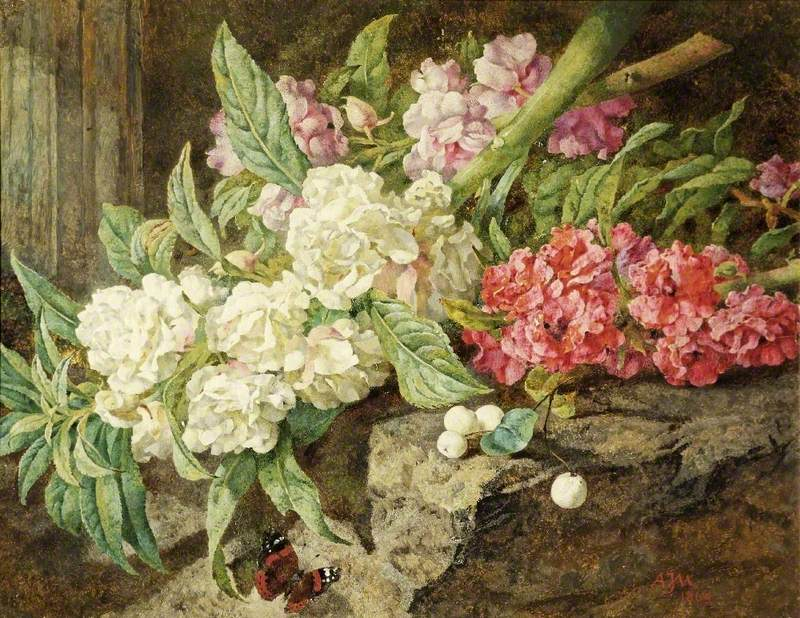
Étude de fleurs avec un papillon de la Russell-Cotes Art Gallery & Museum

Annie Mutrie est née à Ardwick en 1826. Elle est la plus jeune fille de Sarah et Robert Mutrie, un commerçant de coton de Rothesay, Bute en Écosse. Elle a une sœur aînée, Martha, et elles suivent des carrières très similaires. Mutrie et sa sœur fréquentent la Manchester School of Design et étudient avec George Wallis (en). Elle expose à Manchester et dans les années 1850, elles commencent à exposer à la Royal Academy of Arts. Les deux sœurs s'installent à Londres en 1854. L'année suivante, Annie expose à la Royal Academy où ses peintures Orchidées et Azalées sont saluées par John Ruskin, qui achète deux peintures de Mutrie.
Elle peint des fleurs, les roses et les orchidées étant privilégiées. Elle expose régulièrement et d'autres artistes lui achètent des tableaux. La Royal Academy et John Ruskin sont connus pour leur piètre estime pour les femmes artistes et malgré cela, Ruskin continue à la complimenter pour son travail et la Royal Academy la nomme membre associée.
Martha est décédée en 1885 et Annie est décédée en 1893 à Brighton.
Des peintures d'Annie Mutrie sont au Victoria and Albert Museum, au Harris Museum de Preston et à la Russell-Cotes Art Gallery & Museum de Bournemouth.